# East Tawas
East Tawas es una ciudad ubicada en el condado de Iosco en el estado estadounidense de Míchigan. En el Censo de 2010 tenía una población de 2808 habitantes y una densidad poblacional de 329,74 personas por km².

## Geografía
East Tawas se encuentra ubicada en las coordenadas 44°17′27″N 83°29′2″O / 44.29083, -83.48389. Según la Oficina del Censo de los Estados Unidos, East Tawas tiene una superficie total de 8.52 km², de la cual 7.36 km² corresponden a tierra firme y (13.59%) 1.16 km² es agua.

## Demografía
Según el censo de 2010, había 2808 personas residiendo en East Tawas. La densidad de población era de 329,74 hab./km². De los 2808 habitantes, East Tawas estaba compuesto por el 95.69% blancos, el 0.18% eran afroamericanos, el 0.28% eran amerindios, el 1.07% eran asiáticos, el 0.14% eran isleños del Pacífico, el 0.75% eran de otras razas y el 1.89% pertenecían a dos o más razas. Del total de la población el 2.03% eran hispanos o latinos de cualquier raza.